# Gordon (Texas)
Gordon és una ciutat al Comtat de Palo Pinto a l'estat de Texas. Segons el cens del 2000 tenia 451 habitants.

## Demografia
Segons el cens del 2000, Gordon tenia 451 habitants, 190 habitatges, i 128 famílies. La densitat de població era de 179,5 habitants per km².
Dels 190 habitatges en un 28,4% hi vivien nens de menys de 18 anys, en un 57,9% hi vivien parelles casades, en un 8,4% dones solteres, i en un 32,6% no eren unitats familiars. En el 30,5% dels habitatges hi vivien persones soles el 22,1% de les quals corresponia a persones de 65 anys o més que vivien soles. El nombre mitjà de persones vivint en cada habitatge era de 2,37 i el nombre mitjà de persones que vivien en cada família era de 2,93.
Per edats la població es repartia de la següent manera: un 25,9% tenia menys de 18 anys, un 7,8% entre 18 i 24, un 22,2% entre 25 i 44, un 23,5% de 45 a 60 i un 20,6% 65 anys o més.
L'edat mediana era de 41 anys. Per cada 100 dones de 18 o més anys hi havia 80,5 homes.
La renda mediana per habitatge era de 33.056 $ i la renda mediana per família de 41.750 $. Els homes tenien una renda mediana de 40.156 $ mentre que les dones 20.781 $. La renda per capita de la població era de 18.307 $. Aproximadament el 8,1% de les famílies i el 13,2% de la població estaven per davall del llindar de pobresa.

## Poblacions properes
El següent diagrama mostra les poblacions més properes.